# Nowa Jabłonna (gromada)
Nowa Jabłonna – dawna gromada, czyli najmniejsza jednostka podziału terytorialnego Polskiej Rzeczypospolitej Ludowej w latach 1954–1972.
Gromady, z gromadzkimi radami narodowymi (GRN) jako organami władzy najniższego stopnia na wsi, funkcjonowały od reformy reorganizującej administrację wiejską przeprowadzonej jesienią 1954 do momentu ich zniesienia z dniem 1 stycznia 1973, tym samym wypierając organizację gminną w latach 1954–1972.
Gromadę Nowa Jabłonna z siedzibą GRN w Nowej Jabłonnie (w obecnym brzmieniu Nowa Jabłona) utworzono – jako jedną z 8759 gromad na obszarze Polski – w powiecie szprotawskim w woj. zielonogórskim na mocy uchwały nr V/26/54 WRN w Zielonej Górze z dnia 5 października 1954. W skład jednostki weszły obszary dotychczasowych gromad Nowa Jabłonna, Bukowica, Stara Jabłonna, Zimna Brzeźnica i Przecław ze zniesionej gminy Niegosławice w tymże powiecie. Dla gromady ustalono 19 członków gromadzkiej rady narodowej.
29 lutego 1956 do gromady Nowa Jabłonna włączono wieś Wilczyce z gromady Kromolin w powiecie głogowskim w tymże województwie.
Gromada przetrwała do końca 1972 roku, czyli do kolejnej reformy gminnej.